# Coelorinchus carinifer
Coelorinchus carinifer es una especie de pez de la familia Macrouridae en el orden de los Gadiformes.

## Hábitat
Es un pez de aguas profundas que vive entre 432-759 m de profundidad.

## Distribución geográfica
Se encuentra al norte de la isla de Luzón (Filipinas ).